# Tinissa amboinensis
Tinissa amboinensis är en fjärilsart som beskrevs av Robinson 1976. Tinissa amboinensis ingår i släktet Tinissa och familjen äkta malar. Inga underarter finns listade i Catalogue of Life.